# Franc Kralj (teolog)
Franc(e) Kralj, slovenski teolog, zgodovinar in prevajalec, * 25. december 1929, Lig, † 19. avgust 2023, Šempeter pri Gorici.
Kralj je študij teologije končal leta 1952 na TEOF v Ljubljani, kjer je 1962 končal še študij zgodovine in geografije na Filozofski fakulteti. V letih 1957 do 1973 je poučeval na vipavski Srednji verski šoli in bil na isti šoli nekaj časa tudi ravnatelj. Po letu 1973 pa je prevzel službo duhovnika na Slapu pri Vipavi (do 2017). 
Kralj je kot dober poznavalec cerkvene zgodovine objavil več tehtnih razprav predvsem o zgodovini koprske škofije. Leta 1999 je  za svoje strokovno in prevajalsko delo dobil cerkveno odlikovanje častni prelat.